# シレ (潜水艦・初代)
シレ（Scirè、シーレ、シィーレ、スキーレなど）は、第二次世界大戦中にイタリア海軍で使用された潜水艦。1930年代に建造されたアデュア級潜水艦の一隻。イタリア領東アフリカの一部であったエチオピア北部のシレ（en:Shire, Ethiopia）にちなんで名付けられた。 

## 艦歴
シレは1938年1月6日にラ・スペツィアのOTO造船所で進水し、1938年4月25日に就役した。開戦時、ラ・スペツィアに拠点を置く第15部隊（第一潜水艦集団所属、指揮官：アドリアーノ・ピニ）に配属された。1940年7月10日、地中海西部を哨戒中、フランスの貨物船Cheik（1058 GRT）をサルデーニャ島北部のアスマーレ・ライトから54nmの海域で撃沈した。
1940年夏、シレはマイアーレと呼ばれる人間魚雷の搭載を可能にする改修工事を行った。司令塔のサイズを小さくし、デッキガンを撤去し、マイアーレを収容するために3つの水密シリンダーがデッキに取り付けられた。これらのシリンダーの重量はそれぞれ2.8トンで、最大潜水深度は90メートルまでだった。1940年9月24日、艦長ユニオ・ヴァレリオ・ボルゲーゼの指揮下の元、ジブラルタルで行われる最初の特別任務のためにラ・スペツィアから出撃した。9月29日の夕方、ジブラルタル海峡に到着したが、攻撃目標だったイギリス海軍のH部隊が地中海を離れて大西洋で活動したため、シレは作戦を一時停止し、基地に帰投した。
1940年シレはジブラルタル湾を攻撃し、3本のマイア―レを出撃させた。だが出撃したマイアーレは英海軍戦艦・バーラムから100メートルのところに立ち往生したため攻撃は成功しなかった。1941年9月20日、シレはジブラルタル湾を再び攻撃し、3隻のタンカーを攻撃、うちフィオナ・シェル（2444 GRT、1892）が沈没し、他の2隻のRFAデンビーデール（2145 GRT）とMSダーラム（10893 GRT）が損傷した。イタリア海軍はスペインに恒久的な拠点を作ることを決め、最終的にはアルヘシラスに係留されていたオルテラ（英語）と呼ばれる船を海軍の破壊工作活動のための恒久的な基地に変えた。
シレは敵の海域で多くの任務を達成した。これらのうち、最も重要なのは1941年12月3日に行われた。シレは3つの人間魚雷を携えてラスペツィアを出港し、エーゲ海のレロス島で6名のフロッグマン部隊と合流した。12月19日には、エジプトのアレクサンドリア港沖に到着、マイア―レ部隊を発進させた。出撃したマイア―レ部隊は戦艦ヴァリアントと戦艦クイーン・エリザベスとタンカー1隻、駆逐艦ジャーヴィスを大破させる戦果を上げた（アレキサンドリア港攻撃）。
1942年8月10日、シレは、ハイファ湾をマイア―レ部隊で攻撃する任務を実行中にイギリス海軍のトロール船アイラ（英語）によって、港から約11キロ（5.9 nmi）の海域で攻撃され、沈没する前に短時間浮上したが、その際に第300沿岸砲兵部隊に砲撃され止めを刺された。
32メートル（105フィート）の深さにある沈んだシレの残骸は、人気のダイビングスポットとなり、またイスラエル国防軍のシャイェテット・13部隊の訓練場所になった。1984年にイタリア海軍とイスラエル海軍の共同式典が行われ、艦首部分は引き揚げられイタリアに返還された。